# Euglypta luzonica
Euglypta luzonica är en skalbaggsart som beskrevs av Moser 1922. Euglypta luzonica ingår i släktet Euglypta och familjen Cetoniidae. Inga underarter finns listade i Catalogue of Life.